# آندریا توریسون
آندریا توریسون (انگلیسی: Andrea Thorisson؛ زادهٔ ۱۴ مارس ۱۹۹۸) بازیکن فوتبال اهل سوئد است.
از باشگاه‌هایی که در آن بازی کرده‌است می‌توان به باشگاه فوتبال روزنگرد اشاره کرد.
وی همچنین در تیم‌های ملی فوتبال Iceland women's national under-17 football team, Iceland women's national under-19 football team، و Sweden women's national under-19 football team بازی کرده‌است.